# ヴァルン・ガーンディー
ヴァルン・ガーンディー（英語：Varun Gandhi、ヒンディー語：वरूण गांधी, 1980年3月13日 - ）は、インドの政治家。出身地はインド・デリー。
| スタブアイコン | サブスタブ | この項目は、まだ閲覧者の調べものの参照としては役立たない、人物に関連した書きかけの項目です。この項目を加筆・訂正などしてくださる協力者を求めています（P:人物伝/PJ:人物伝）。 |